# 忍者理論
Ninja Theory（又譯為忍者理論）是一家位于英国剑桥的动作游戏开发工作室，最初在2000年3月建立时名为Just Add Monsters，公司后来由前Argonaut Games CEO Jez San于2004年11月购入。
該公司由塔梅姆·安东尼亚德斯、尼娜·克里斯滕森和邁克·鮑爾於2000年3月創立，它在成立後不久就被Argonaut Games收購，並為最初的Xbox遊戲機發布了《功夫混沌》。 在Argonaut Games被清算後，該公司從管理人員那裡購買了自己，但遇到了財務問題。 索尼電腦娛樂通過資助《天劍》的開發使團隊免於破產，這是一個昂貴的項目。 由於與索尼的合同協議，該遊戲的銷售不佳導致Ninja Theory失去了所有內部技術。 然後，團隊繼續開發《奴役：奧德賽西遊》，這是一個與作家亞歷克斯·加蘭合作的表現不佳的項目，以及《DmC：惡魔獵人》，一個廣受好評的作品，其設計備受爭議，導致團隊收到死亡威脅。
在完成 DmC 的開發後，該團隊開始多元化其遊戲組合併為發行商承擔合同工作。 它還委託一個小團隊開發他們的第一個自行出版的作品，《地狱之刃：塞娜的献祭》。 該團隊開發了一種他們稱為“獨立 AAA”的商業模式，在這種模式下，遊戲的預算很少，但仍能保持高產值。 該遊戲探索了精神病的主題，在商業上取得了巨大的成功
公司曾经开发出多款游戏，并与當時持有该公司的股份的索尼有着亲密的关系。
2018年6月11日，在微软E3的发表会宣布了，忍者理论已被微软收购成为旗下Xbox遊戲工作室（原微软工作室）的子公司。

## 歷史

### Just Add Monsters時期(2000–2004)

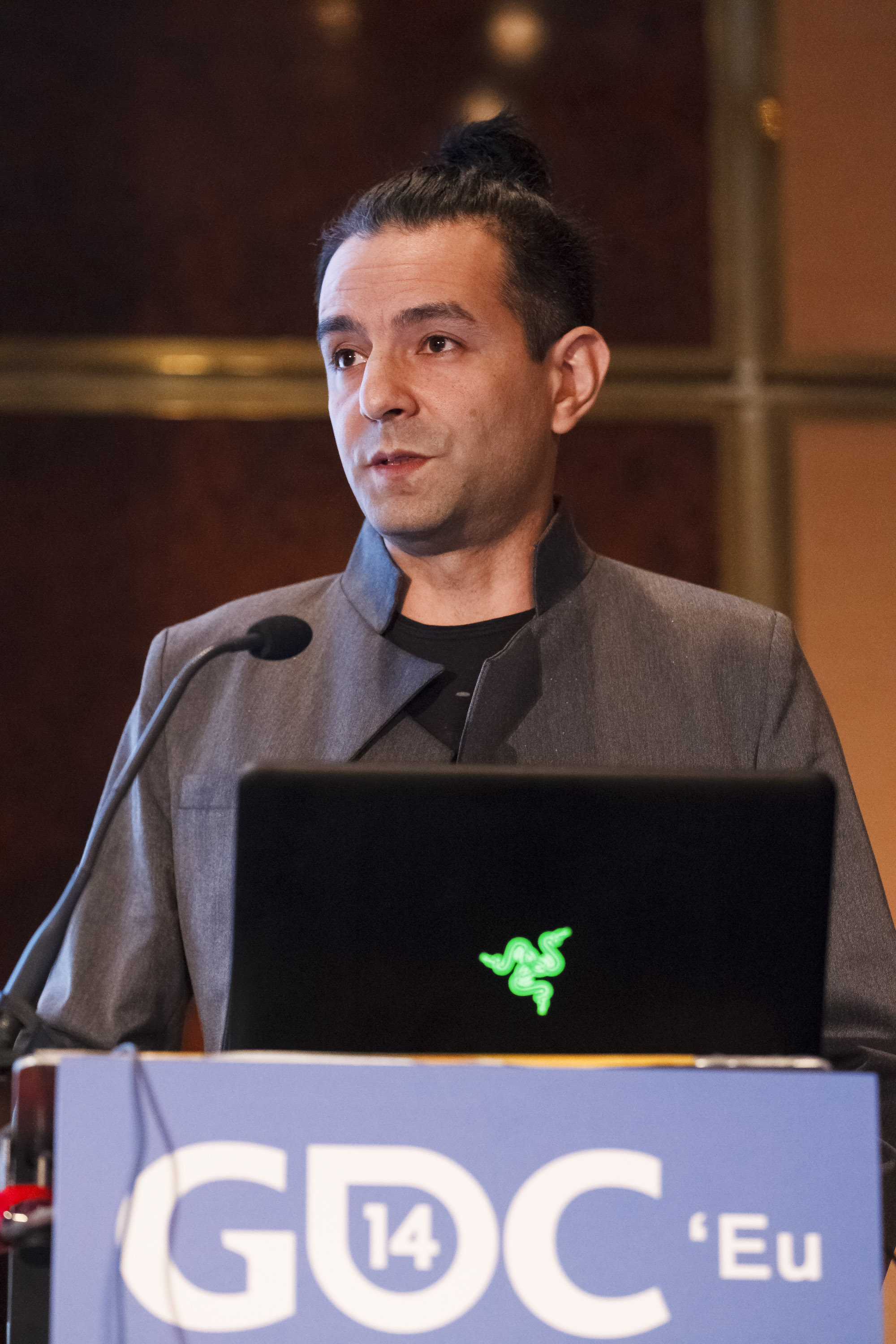
領導公司設計部門的塔梅姆·安东尼亚德斯是公司的創始人之一

塔梅姆·安东尼亚德斯、尼娜·克里斯滕森和邁克·鮑爾於2000年3月在英國劍橋以3,000英鎊創立了Just Add Monsters。當時，公司只有三名員工，但沒有錢、設備和技術。 Antoniades有了一個功夫遊戲的想法，並集思廣益，在他的臥室裡設計了一款名為功夫大亂鬥的砍殺多人遊戲。當團隊確定了這個想法後，他們開始積極尋找主要視頻遊戲發行商的投資，但他們都沒有表現出對遊戲資助的興趣。相反，他們提出要收購這家小公司。由於團隊開始資金不足，他們同意在2000年9月被 Argonaut Games 收購。
在Argonaut的支持和資金支持下，團隊得以搬進合適的辦公室，僱傭了17名員工，併購買了製作視頻遊戲所需的技術。開發團隊組裝了功夫大亂鬥的遊戲演示，並將其呈現給Xbox游戲工作室。他們願意為遊戲的開發提供資金，以便為他們當時即將推出的遊戲機Xbox提供強大的陣容。微軟的發行團隊被描述為“樂於助人”，在製作過程中協助團隊完善遊戲。然而，微軟未能正確地推銷這款遊戲。例如，沒有為發布準備任何廣告。雖然這款遊戲受到了好評，但《功夫混沌》的銷量卻令人大失所望，該遊戲對公司來說是財務上的失敗。當時，Antoniades 對微軟會“讓遊戲消失”感到失望和震驚，但他理解微軟決定將他們的資源投入到其他更有利可圖的項目中的決定。
在《功夫混沌》發售之前，團隊已經在積極開發續作《功夫混沌2》。團隊利用《功夫混沌》玩家的反饋，將續作打造為更加成熟的遊戲。雖然團隊預計與微軟的發行關係會繼續下去，但他們拒絕為續集提供資金，因為第一款遊戲並沒有受到觀眾的熱烈歡迎。由於微軟保留了功夫混沌的知識產權（IP），而團隊沒有足夠的資源從頭開始，並且無法使用他們編寫的Xbox代碼，該公司停止了《功夫混沌2》的開發。之後，他們開始著手製作同樣以功夫和中國武術為主題的新IP——《功夫故事》。
在開發《功夫故事》的過程中，團隊密切關注遊戲市場，並意識到觀眾和發行商都想要基於現實主義、高產值的遊戲，而不是那些具有高度風格化視覺效果的遊戲。意識到《功夫故事》不會受到觀眾的歡迎，團隊決定大幅擴大遊戲的範圍以滿足玩家的需求。該團隊將游戲重新命名為《Heavenly Sword》，並使用個人電腦組裝了一個演示，以猜測未發布的第七代視頻遊戲機的可能功能。發行商有興趣為遊戲提供資金，但由於Argonaut的財務問題，他們不願意這樣做，而Just Add Monsters的團隊對此一無所知。 2004年10月，Argonaut進入管理階段。團隊重新抵押了他們的公寓，Argonaut 的首席執行官Jez San提供投資幫助團隊從管理員那裡購買Just Add Monsters。 2004年11月，團隊重新成立忍者理論，繼續開發《天劍》。 Kristensen成為開發主管，Antoniades領導設計部門，而Ball成為技術團隊的負責人。桑作為公司董事會成員加入。

## 作品列表

### 独立时期
| 游戏名称                                                       | 发售日期 | 游戏类型       | 发售平台                                                                                      | 发行商           | 备注                                     |
| -------------------------------------------------------------- | -------- | -------------- | --------------------------------------------------------------------------------------------- | ---------------- | ---------------------------------------- |
| 功夫大亂鬥 Kung Fu Chaos                                       | 2003     | 格斗、聚会     | Xbox                                                                                          | 微软游戏工作室   | 公司以“Just Add Monsters”之名制作开发    |
| 玄天神劍 Heavenly Sword                                        | 2007     | 动作冒险       | PlayStation 3                                                                                 | 索尼电脑娱乐     | 公司以“Ninja Theory”之名制作的第一款游戏 |
| 奴役：奧德賽西遊 Enslaved: Odyssey to the West                 | 2010     | 动作冒险       | Xbox 360 PlayStation 3 Windows                                                                | 万代南梦宫游戏   |                                          |
| DmC：惡魔獵人 DmC: Devil May Cry                               | 2013     | 清版動作、砍殺 | Xbox 360 PlayStation 3 Windows                                                                | 卡普空           | Windows版本由QLOC开发                    |
| Fightback                                                      | 2013     | 清版動作       | iOS Android                                                                                   |                  | Ninja Theory参与了iOS版本的制作          |
| 迪士尼 无限：漫威超级英雄 Disney Infinity: Marvel Super Heroes | 2014     | 动作冒险       | Xbox 360、PlayStation 3 Wii U、Windows Xbox One、PlayStation 4 PlayStation Vita、iOS          | 迪士尼互动工作室 | 技术支持                                 |
| 迪士尼 无限 3.0 Disney Infinity 3.0                            | 2015     | 动作冒险       | Xbox 360、PlayStation 3 Wii U、Windows Xbox One、PlayStation 4 PlayStation Vita、iOS、Android | 迪士尼互动工作室 | 协力开发                                 |
| 地狱之刃：塞娜的献祭 Hellblade: Senua's Sacrifice              | 2017     | 動作冒險       | Xbox One PlayStation 4 Windows 任天堂Switch                                                   | Ninja Theory     |                                          |

### 微軟時期
| 遊戲名稱                                           | 發售日期      | 遊戲類型 | 發售平台                | 備註                                           |
| -------------------------------------------------- | ------------- | -------- | ----------------------- | ---------------------------------------------- |
| 尖峰战队 Bleeding Edge                             | 2020年3月24日 | 多人競技 | Xbox One Windows        | 2021年1月停止更新                              |
| 地獄之刃2：賽奴雅的傳奇 Senua's Saga: Hellblade II | 2024年5月21日 | 動作冒險 | Xbox Series X/S Windows | 在2019年遊戲大獎上 與Xbox Series X一同公開發佈 |
| Project: Mara                                      | 未定          | 恐怖冒險 | Xbox Series X/S Windows | 2020年公開的新遊戲項目                         |